# República Socialista Soviética de Armenia
La República Socialista Soviética de Armenia, abreviado como RSS de Armenia (en armenio: Հայկական Սովետական Սոցիալիստական Հանրապետություն, romanizado: Haykakan Sovetakan Sotsialistakan Hanrapetutyun; en ruso: Армянская Советская Социалистическая Республика, romanizado: Armyanskaya Sovetskaya Sotsialisticheskaya Respublika), comúnmente referida como Armenia Soviética, fue una de las quince repúblicas constituyentes de la antigua Unión Soviética. Fue creada el 29 de noviembre de 1920, cuando los soviéticos tomaron el control de la efímera República Democrática de Armenia, y duró hasta 1991. También es denominada la Segunda República de Armenia, dado que su predecesora fue conocida como la Primera República de Armenia.
Como parte de la Unión Soviética, la República Socialista Soviética de Armenia se transformó de un interior principalmente agrícola a un importante centro de producción industrial, mientras que su población casi se cuadruplicó de alrededor de 880.000 en 1926 a 3,3 millones en 1989 debido al crecimiento natural y la afluencia a gran escala de Genocidio armenio sobrevivientes y sus descendientes. El 23 de agosto de 1990 se adoptó la Declaración de Independencia de Armenia.  El 21 de septiembre de 1991 se confirmó en referéndum la independencia de la República de Armenia.  Fue reconocido el 26 de diciembre de 1991 con la disolución de la Unión Soviética
Desde 1922 hasta 1936, formó parte de la Federación de RSS Transcaucásicas junto con la RSS de Georgia y la RSS de Azerbaiyán. El 23 de agosto de 1990 fue renombrada como República de Armenia, pero permaneció en la URSS hasta su autoproclamación de independencia oficial el 21 de septiembre de 1991.

## Historia

### Armenia se integra en la Unión Soviética

La región del Cáucaso de la URSS, en la que se pueden apreciar las RSS de Armenia, Azerbaiyán y Georgia

Tras los dolorosos sucesos ocurridos bajo dominio otomano como el genocidio armenio y la subsiguiente guerra turco-armenia, la República Democrática de Armenia fue invadida por los bolcheviques en 1920, y declarada una república socialista soviética. Tras esto, Turquía y la nueva República Socialista negociaron el tratado de Kars, en el cual Turquía cedió Ayaria a la URSS a cambio del Territorio de Kars. El territorio cedido a Turquía incluía el antiguo pueblo de Ani y el monte Ararat, la tierra espiritual de Armenia. Hoy en día, Armenia no reconoce el tratado de Kars. 

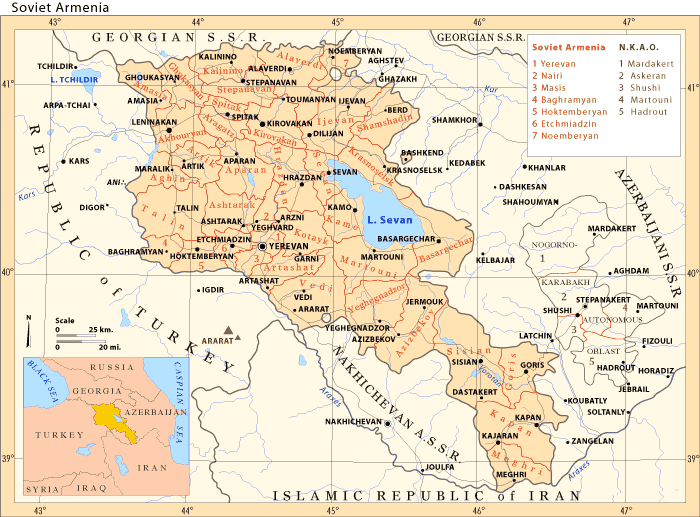
Mapa de la RSS de Armenia.

Desde el 12 de marzo de 1922 hasta el 5 de diciembre de 1936, formó parte de la República Socialista Federativa Soviética de Transcaucasia junto a la RSS de Georgia y a la RSS de Azerbaiyán. Bajo el dominio soviético la población armenia disfrutó de un período de estabilidad y bienestar, ya que recibían medicinas, comida, y otras provisiones de Moscú; el régimen comunista fue un bálsamo en contraposición al turbio final de los años del Imperio otomano.[cita requerida] La situación fue, sin embargo, difícil para la Iglesia, aplastada bajo el dominio soviético.

### El régimen de Stalin
Tras la muerte de Lenin en 1924. La sociedad armenia y su economía fueron cambiadas drásticamente por el gobierno soviético. 

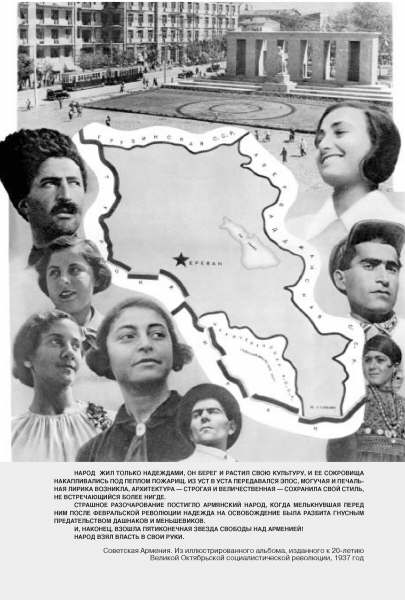
Un cartel de propaganda de los soviéticos liberando Armenia.

En 1936, la República Socialista Federativa Soviética de Transcaucasia fue disuelta y Armenia, Azerbaiyán, y Georgia se convirtieron en repúblicas independientes separadas. En el escudo de armas de la RSS de Armenia se incluyó el monte Ararat, lo que provocó protestas por parte de Turquía ya que el Ararat era parte de su territorio. Sin embargo, el Kremlin respondió que, aunque el símbolo turco era la luna creciente, eso no quería decir que ellos iban a escalarla. Armenia sufrió otra pérdida territorial cuando Stalin transfirió las áreas de Najicheván y Nagorno Karabaj a Azerbaiyán, ambas regiones habían sido prometidas a Armenia por los bolcheviques en 1920.
En un período de veinticinco años, Armenia fue industrializada y educada bajo unas condiciones estrictamente prediseñadas, y el nacionalismo fue fuertemente suprimido. Stalin tomó medidas muy severas para perseguir la Iglesia apostólica armenia[cita requerida]. En los años veinte la Iglesia fue despojada de sus posesiones, en la década siguiente los soviéticos continuaron con ataques de desprestigio en contra de la Iglesia apostólica armenia que culminaron con el asesinato del patriarca Joren I en 1938, como parte de la Gran Purga. La Iglesia, sin embargo, sobrevivió escondida y en la diáspora. 
Como otras minorías étnicas que vivían en la Unión Soviética de Stalin, millones de inocentes armenios fueron ejecutados y deportados. En 1936, junto a Lavrenti Beria, Stalin trabajó para deportar a los armenios a Siberia en un intento de dejar la población de Armenia por debajo de los 700,000 hombres y entonces justificar su anexión por Georgia.

### Armenia en la Segunda Guerra Mundial
Armenia se libró de la devastación y destrucción que sacudió gran parte de la Unión Soviética durante la Segunda Guerra Mundial. Los nazis jamás llegaron al Cáucaso Sur. Sin embargo, Armenia jugó un papel importante ayudando a los aliados con su industria y agricultura. Además, los armenios de la 89.ª División Soviética Tamanyan libraron brutales combates contra la Wehrmacht en la batalla del Cáucaso, la batalla de Crimea, la ofensiva del Báltico, la ofensiva del Vístula-Óder, y la batalla de Berlín. Durante un ataque en la Ciudad Heroica de Novorosíisk que había sido tomada por Alemania, muchos armenios entraron en la lista de Héroes de la Unión Soviética.
En noviembre de 1943, el general armenio Hovhannes Bagramyan (Iván Bagramián) más adelante mariscal de la Unión Soviética, fue el primer comandante no eslavo asignado para ser el comandante de un frente (grupo de ejércitos), en su caso del Primer Frente Báltico, cuya misión era reconquistar Bielorrusia, posteriormente participó en la ofensiva del Báltico que ocupó Estonia, Letonia y Lituania expulsando de allí a la Wehrmacht, en la batalla de Memel, en la ofensiva de Prusia Oriental y finalmente en el sitio de Königsberg. En 1955, Bagramián recibió el título de Héroe de la Unión Soviética.

### Nikita Jrushchov

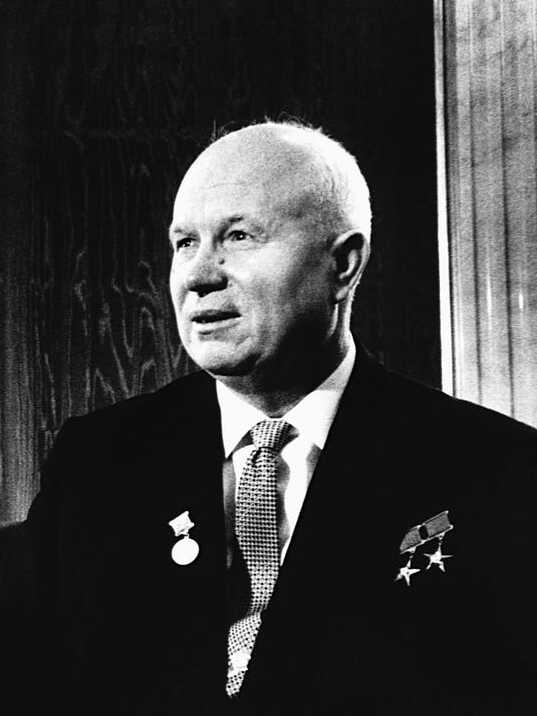
Nikita Jrushchov, líder de la Unión Soviética.

Tras la muerte de Stalin en 1953, Nikita Jrushchov se convirtió en el nuevo líder del país. El Kremlin se tornó permisivo a las demostraciones nacionalistas. El proceso de dejar atrás las políticas de Stalin, promovido por Jrushchov alivió los miedos de muchos soviéticos. Además él empleó más recursos para la producción de bienes de consumo. Casi inmediatamente, Armenia comenzó un rápido renacimiento cultural y económico, donde se permitieron libertades religiosas que se pusieron de manifiesto cuando el católico Vazgen I asumió los deberes de su oficio en 1955.
El 24 de abril de 1965, miles de armenios se manifestaron en las calles de Ereván durante el aniversario cincuenta del genocidio armenio. Las tropas soviéticas entraron en la ciudad e intentaron restablecer el orden. Para prevenir que esto sucediera nuevamente, el Kremlin instaló un monumento en honor a los que perdieron la vida durante aquellas atrocidades. En 1967, el monumento, hecho por los arquitectos Kalashian y Mkrtchyan fue completado en Ereván. El monumento de 44 metros simbolizaba el renacimiento nacional de los armenios. Se colocaron doce losetas en un círculo, representando las 12 provincias perdidas, en aquel tiempo en manos de Turquía. En el centro del círculo, con una profundidad de 1,5 metros, había una llama que no se apagaba nunca. A lo largo del parque del memorial hay un muro de 100 metros con los nombres de los pueblos donde se sabe que tuvieron lugar matanzas.

### Perestroika

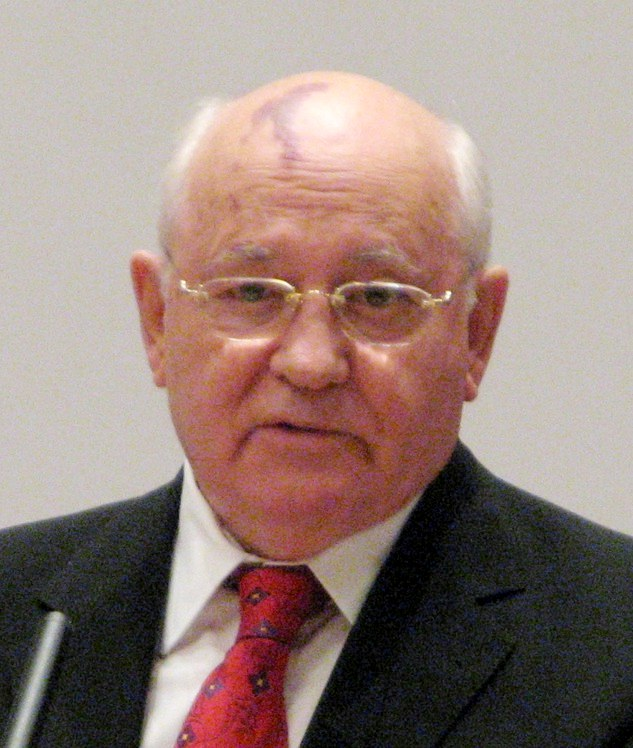
Gorbachov, autor de la Perestroika.

La política de Mijaíl Gorbachov, la llamada Perestroika, alimentó las esperanzas de una vida mejor bajo dominio soviético en los armenios. Los hamshenis que habían sido deportados por Stalin a Kazajistán comenzaron a pedir que se les mandara de vuelta a Armenia, traslado que fue denegado por el Kremlin debido al temor de que los musulmanes hamshenis iniciaran conflictos con sus primos armenios cristianos. Los armenios de la región denominada Nagorno Karabaj, que había sido prometida a Armenia por los bolcheviques y transferidas a la república socialista soviética de Azerbaiyán por Stalin, comenzaron un pacífico y democrático movimiento para unificar la zona con Armenia. La mayoría de la población armenia de la zona estaba cansada de la forzada adaptación a la cultura de Azerbaiyán. El 20 de febrero de 1988, los diputados armenios del Concilio Nacional de Nagorno Karabaj votaron unificar esa región con Armenia. De todos modos, los disturbios étnicos comenzaron pronto con una ruptura entre la población de Armenia y Azerbaiyán, previniendo por lo tanto una unificación sólida de la zona.

### Independencia
El 23 de agosto de 1990, un año antes de la desaparición de la URSS, Armenia declaró su independencia. Esto no fue reconocido oficialmente hasta el 21 de septiembre de 1991. Fue en este día cuando la nueva República de Armenia fue declarada y establecida. Aun así, las tensiones entre Armenia y Azerbaiyán continuaron creciendo, llegando a la Guerra de Nagorno Karabaj. A pesar de un alto el fuego temporal desde 1994, Armenia sigue sin resolver su conflicto con Azerbaiyán sobre el enclave de Nagorno Karabaj, a pesar de tener bajo su control más de un 30 % del territorio azerí. Aparte de esto, Armenia ha experimentado un desarrollo sustancial desde la independencia, y a pesar del bloqueo de Turquía y de Azerbaiyán, mantiene relaciones amistosas con los demás estados vecinos Rusia, Georgia, e Irán.

## Política
Al igual que en las demás repúblicas de la Unión Soviética, Armenia tenía un gobierno en el marco de una república socialista de partido único gobernada por la rama regional del Partido Comunista de la Unión Soviética conocida como Partido Comunista de la República Socialista Soviética de Armenia, dirigida por un Primer Secretario, y que tenía una importante presencia en todos los órganos de gobierno, política y sociedad. El poder legislativo consistía en el Sóviet Supremo, el cual era el parlamento unicameral de la república encabezada por un presidente, y con sede en el edificio del Sóviet Supremo en Ereván. El Presidente del Consejo de Ministros por otro lado dirigía al poder ejecutivo.

## Economía
Bajo el sistema soviético, la economía centralizada de la república prohibió la propiedad privada de bienes que generan ingresos. A partir de fines de la década de 1920, las granjas de propiedad privada en Armenia fueron colectivizadas y puestas bajo la dirección del estado, aunque el campesinado a menudo encontró una resistencia activa. Durante el mismo tiempo (1929-1936), el gobierno también inició el proceso de industrialización en Armenia.
El fundamento económico de la República es el sistema socialista de economía y la propiedad socialista de los medios de producción, que tiene dos formas: propiedad estatal y propiedad cooperativa y colectiva. Además del sistema socialista de economía, que es la forma predominante de economía en la República, la ley permite pequeñas empresas privadas de campesinos y artesanos individuales basadas en su propio trabajo y excluyendo la explotación del trabajo de otros. La vida económica de la República está determinada y guiada por el plan económico estatal.
Para 1935, el producto bruto de la agricultura era el 132% del de 1928 y el producto bruto de la industria era el 650% del de 1928. Sin embargo, la revolución económica de la década de 1930 tuvo un gran costo: rompió el sistema campesino tradicional e institucional familiar y aldeano y obligó a muchos que vivían en el campo rural a instalarse en las zonas urbanas. La empresa privada llegó a su fin virtual, ya que quedó efectivamente bajo el control del gobierno.

### Agricultura

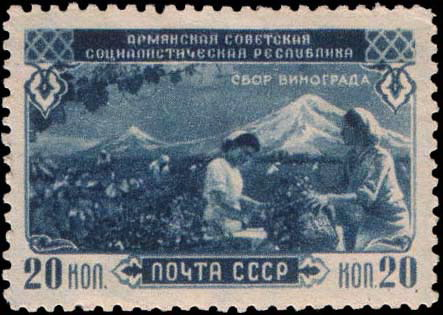
Sello postal de la RSS de Armenia de 1947

En 1986, había 505 granjas estatales, 281 granjas colectivas en la república.
Las tierras agrícolas ascendían a 1,3 millones de hectáreas, de las cuales:
- Tierra cultivable - 0,5 millones de hectáreas,
- Pasto - 0,6 millones de hectáreas.

La agricultura proporcionó alrededor del 53% del valor de la producción agrícola bruta. La agricultura se concentra principalmente en la Llanura de Ararat, la Meseta de Shirak y en el área del lago Sevan. El área de tierra irrigada - 0.305 millones de hectáreas (1986).
Las principales industrias de cultivo de plantas  eran la viticultura (recolección - 240 mil toneladas en 1986) y fruticultura, cultivo de tecnificados (tabaco, remolacha azucarera, geranio ) y vegetales.